# Moisés Zonana
Moisés Zonana Smeke (n. Naucalpan de Juárez, 1978 es un productor y director de cine mexicano.

## Biografía
Estudió Administración en la Universidad St. Edward's en Austin, Texas. 
Fundó la productora Lucia Film junto a Michel Franco.
Produjo la película Después de Lucía, con la que junto a sus socios fueron granadores de premios en el Festival Internacional de Cine de San Sebastián, en el Festival Internacional de Cine de Chicago y en el Festival de Cannes.
En 2015 estrenaron la película 600 millas, que fue nominada al Óscar a la mejor película extranjera.

## Carrera
- Visitantes (2017). Director y productor
- Waking Up from My Bosnian Dream (2017). Productor
- Las hijas de Arbil (2017). Productor
- Sangre Alba (2016). Productor ejecutivo
- Chronic (2015). Productor
- 600 millas (2015). Productor
- Princesa (2014). Productor
- Después de Lucía (2012). Productor ejecutivo

## Premios y nominaciones
| Premio                                          | Año  | Categoría                                  | Título             | Resultado |
| ----------------------------------------------- | ---- | ------------------------------------------ | ------------------ | --------- |
| Premios Óscar                                   | 2015 | Mejor película extranjera                  | 600 millas         | Nominado  |
| Premios Independent Spirit                      | 2015 | Mejor película                             | Chronic            | Nominado  |
| Festival de Cannes                              | 2017 | Premio Especial del Jurado                 | Las hijas de Arbil | Ganador   |
| Festival de Cannes                              | 2015 | Palma de Oro                               | Chronic            | Nominado  |
| Festival de Cannes                              | 2012 | Un certain regard                          | Después de Lucía   | Ganador   |
| Premios Goya                                    | 2013 | Mejor película iberoamericana              | Después de Lucía   | Nominado  |
| Festival Internacional de Cine de Chicago       | 2012 | Hugo de Plata "Premio Especial del Jurado" | Después de Lucía   | Ganador   |
| Festival Internacional de Cine de Chicago       | 2012 | Hugo de Oro "Mejor película internacional" | Después de Lucía   | Nominado  |
| Festival de Cine de Londres                     | 2012 | Mejor película                             | Después de Lucía   | Nominado  |
| Festival Internacional de Cine de San Sebastián | 2012 | Premio Horizonte - Mención Especial        | Después de Lucía   | Ganador   |
| Festival Internacional de Cine de Estocolmo     | 2012 | Caballo de Bronce "Mejor película"         | Después de Lucía   | Nominado  |
| Festival de Cine de Salónica                    | 2012 | Premio Horizontes                          | Después de Lucía   | Nominado  |